# Miss Major Griffin-Gracy
Miss Major Griffin-Gracy, född 25 oktober 1940, även kallad Miss Major, är en amerikansk HBTQI-aktivist som främst gjort sig känd för sin medverkan under Stonewallupproret 1969. Griffin-Gracy närvarade kvällen som kravallerna utbröt och blev sedermera fängslad för sin medverkan. Griffin-Gracy växte upp i Chicago och valde att komma ut till sina föräldrar i 12 års ålder, som försökte omvända henne genom att ta med henne till kyrkan och genomgå psykiatrisk behandling. Sedan Stonewallupproret har hon fortsatt sitt arbete för HBTQI-personers rättigheter och i synnerhet transkvinnors samt arbetat med HIV-frågor. 

## Priser och utmärkelser
- 2013 Social Justice Sabbatical Award, Vanguard Public Foundation[8]
- 2014 Bobbie Jean Baker Memorial Award, Asian Pacific Islander Wellness Center[9]
- 2014 San Francisco Pride Parade, community grand marshal[10]
- 2019 Acey Social Justice Award, Astraea Lesbian Foundation for Justice[11]
- Women of the Year 2021, The Advocate[12]